# Mendillorri
Mendillorri es un barrio de Pamplona, Comunidad Foral de Navarra, España. Está situado al este de Pamplona (a 1,6 kilómetros del centro), al sur de Burlada y Erripagaña, al oeste de Sarriguren y al norte de Mutilva y Lezcairu.

## Etimología
"Mendillorri" es una palabra compuesta en euskera, cuyas partes son "Mendi" (monte) y "Elorri" (Espino). Por lo tanto, el nombre del barrio puede traducirse como "Monte de los endrinos".

## Historia
A comienzos de los años 90 del pasado siglo, se comenzó a construir el nuevo barrio, entonces lugar perteneciente al Ayuntamiento del Valle de Egüés, sobre terrenos cercanos a un pequeño palacio de origen medieval. A partir de 1995 Mendillorri se unió a Pamplona. En un referéndum no vinculante la población de este barrio decidió que ésta era la mejor opción administrativa, las otras dos opciones eran seguir perteneciendo al valle de Egües o constituirse en municipio propio.
En primer lugar, se concibió como un núcleo de población en dos partes, a uno y otro lado de la antigua carretera que, atravesando el término de Mendillorri, llevaba hasta Badostáin y otros pequeños pueblos cercanos.
Se creó con ello un barrio doble (Mendillorri Alto y Mendillorri Bajo), emplazado al pie de la colina y sobre ésta, en manzanas de cuatro alturas de promedio y con zonas libres interiores formando pequeñas plazoletas entre los bloques. Entre ambas partes, existe una amplia zona verde en la que se ha conservado el palacio mencionado.
La urbanización de Mendillorri es uno de los proyectos más ambiciosos en términos urbanísticos desarrollados en España durante la década de los 90. Su objetivo consistía en diseñar un espacio para viviendas protegidas por el Gobierno de Navarra en un ámbito urbano atractivo.
De acuerdo con el censo del año 2018, viven en dicho barrio en torno a 11.500 habitantes en una superficie de 875.000 m².
La unión de Mendillorri con Pamplona tras su creación en los años 90, supuso un gran aumento de la población en este barrio. Muchos lo denominan como el baby boom de los 90 en Mendillorri. Actualmente existe un gran número de habitantes de entre 14-22 años en esta población. (Datos de 2011).
En julio de 2020, el barrio fue escenario de un masivo brote de COVID-19 del cual un 93% era gente joven, con un impacto que consiguió elevar notablemente la incidencia acumulada sobre 100.000 habitantes a nivel regional. El barrio fue retrocedido a la fase 2 de desescalada, por lo que aplicaron durante varios días restricciones en los aforos de los locales o la posibilidad de transitar fuera del barrio excepto por motivos laborales, de salud o de fuerza mayor. Cabe destacar que en esta situación, se hizo un llamado a la juventud del barrio para realizar un cribado masivo de pruebas PCR, presentándose el 57,9% (1044 sobre alrededor de 2000). El departamento de Salud hizo un balance positivo de este proceso.

## Urbanismo
El barrio se divide en dos partes: Mendillorri Alto y Mendillorri Bajo. Mendillorri Alto es conocido por el Lago y por el Castillo de Mendillorri.
Las calles más importantes son: calle del Señorío de Egulbati, calle de Eransus, calle del Concejo de Gorraiz, calle del Lago
calle de las aguas, calle del Concejo de Ardanaz, calle del Concejo de Sarriguren, calle del Concejo de Sagaseta, calle del Concejo de Olaz y calle del Concejo de Uztarroz.

## Servicios

### Educación
Instituto IES Mendillorri B.H.I. (Anteriormente IES Pedro de Ursúa I) (edificio Aguas)
El edificio Aguas del IES Mendillorri BHI se creó en el año 2007 en Mendillorri Alto, en la calle de Ustárroz n.º2, e inicialmente se llamaba IES Pedro de Ursúa. Inicialmente, en este edificio se impartían todos los cursos de ESO, y en 2010, se añadió el Bachillerato. A partir de 2011, se mantuvieron solamente los últimos 2 años de ESO y el Bachillerato debido a la construcción de un nuevo edificio. La enseñanza se imparte en los modelos G (castellano), D (euskera) y A (castellano con euskera como asignatura). Cuenta con 587 alumnos de los que 316 estudian en los modelos A (132) y G (184) y 251 lo hacen en el modelo D. En total hay 23 grupos o aulas para alumnado, de los cuales 13 son de castellano (A y G) y 10 de euskera (D).
Instituto IES Mendillorri B.H.I (anteriormente IES Pedro de Ursúa II) (edificio Lago)
El edificio Lago del IES Mendillorri BHI se creó en el año 2011 en Mendillorri Alto, en la calle del Lago frente al n.º 13 y 15. Inicialmente llamado IES Pedro de Ursúa II, imparte enseñanzas de los primeros dos cursos de ESO en los modelos G (castellano), A (castellano con euskera como asignatura) y modelo D (euskera).
Colegio público Mendillorri
El CP Mendillorri es el más antiguo del barrio inaugurado en el año 1994 que en sus inicios impartía clases a alumnos desde 1.º de infantil hasta 8.º de EGB aunque actualmente lo hace hasta 6.º de primaria en el modelo lingüístico A y G. Está situado en Mendillorri bajo.
Colegio El Lago
En el colegio El Lago de Mendillorri se imparte enseñanza de tipo primaria e infantil en el modelo lingüístico A y G. Está situado en Mendillorri alto.
Colegio Mendigoiti
El colegio Mendigoiti, como su nombre indica, está situado en Mendillorri alto, más concretamente al lado del colegio El Lago. Imparte clases en modelo D de educación infantil y primaria, y desde el año 2016 ofrece la opción del modelo educativo Montessori.
Colegio Elorri
El colegio Elorri es un colegio que imparte educación infantil y primaria de modelo D, aunque en sus inicios (años 2003-2006) solamente impartía primaria, y está situado en Mendillorri bajo. Como peculiaridad de este centro encontramos la manguerada: una fiesta que se hace el último día del curso en la que con la ayuda de los bomberos y el profesorado se celebra una fiesta del agua con mangueras y pistolas de agua.
Civivox Mendillorri
El Civivox de Mendillorri, ubicado a unos 30 metros del nuevo IES El Lago de Mendillorri se trata de un lugar para hacer exposiciones, reuniones, además de una amplia biblioteca.
La biblioteca pública de Mendillorri (en el mismo Civivox) ofrece un salón de actos con capacidad para 241 butacas, aula de danza, 2 aulas taller, ciberaula, 5 aulas convencionales, área de exposiciones e información y zona de administración.

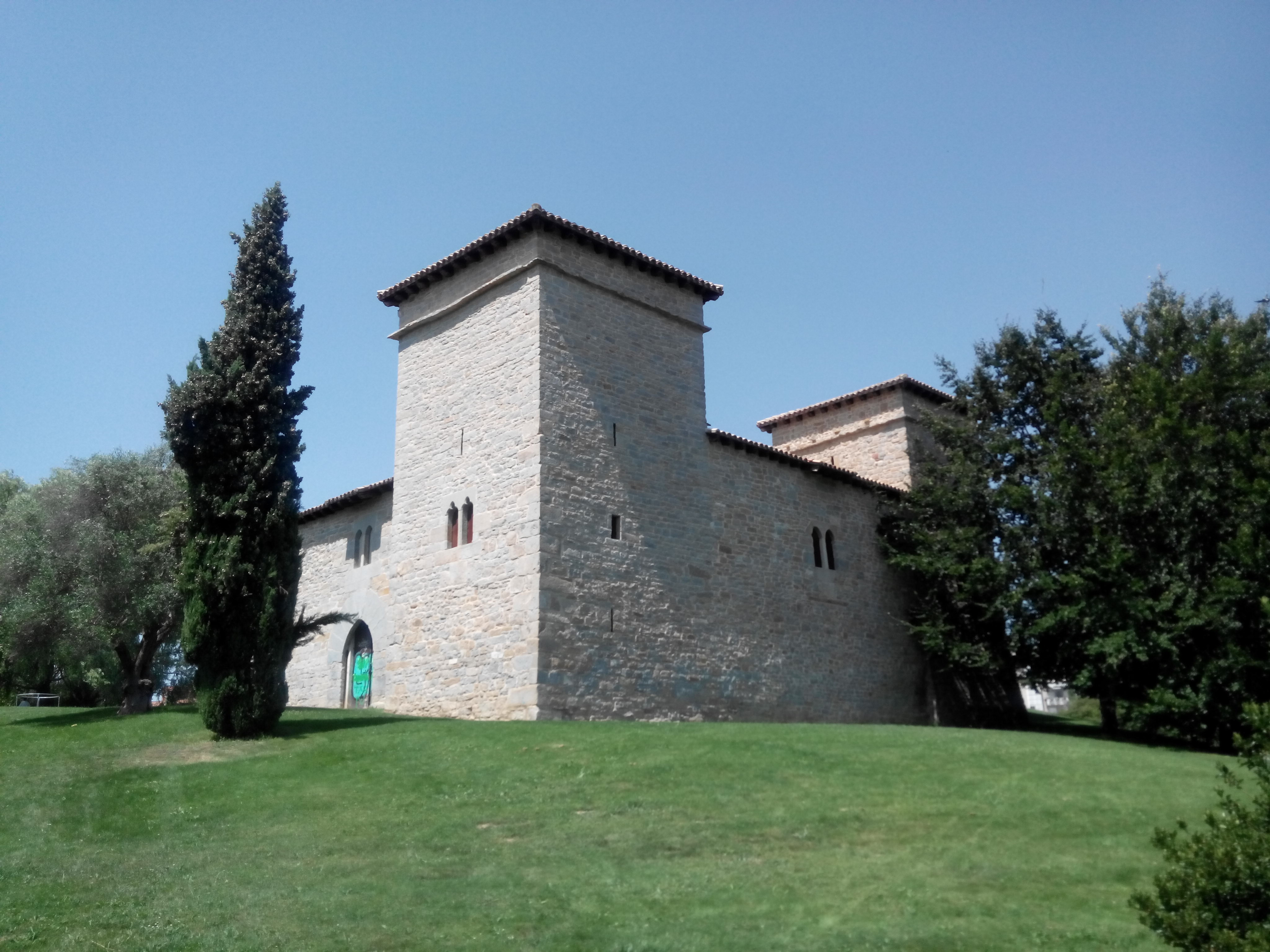
Palacio de Mendillorri

## Lugares de interés
Mendillorri cuenta con varios lugares de interés histórico, alrededor de los cuales se edificó el barrio.
- Palacio de Mendillorri: Situado en una bella zona verde con un lago, su origen es gótico, que aún se puede apreciar, a pesar de la reconstrucción en el siglo XVI. Se rehabilitó como un atractivo para el barrio, y está situado en el centro mismo de este. Más concretamente en la calle del Lago.

- Depósito de Aguas: Lleva abasteciendo a Pamplona desde 1895, aunque se ha ampliado posteriormente, con nuevos depósitos. Alrededor, hay grandes parques (un pequeño parque botánico), con paseos, árboles, bien iluminado, y con miradores.

- La chimenea: Esta chimenea data de 1914, y constituía la vía de escape del humo en la hoy inexistente Fábrica de Tejas. Está construida en ladrillo, y se calcula que tiene una altura de 40 metros. Además, constituye un punto de encuentro para los habitantes del barrio.

- La fuente de la teja: Su nombre indica la presencia de ladrillo en los alrededores. Consta de dos partes: la bocamina que data de 1790 que da al acueducto de Subiza, y unos 70 metros más abajo, la recientemente restaurada Fuente, que data de 1865.

## Fiestas
Las fiestas grandes de Mendillorri se recuperaron en el año 2006. Durante la década de los 90, la asociación Gazteluleku se encargaba de la organización de éstas y se celebraban en el mes de junio. Desde el año 2007, el colectivo que prepara los festejos del barrio es Mendijaiak Jai Batzordea y las fiestas se celebran el primer fin de semana de septiembre.[cita requerida]
Además de las fiestas de septiembre, la celebración de los carnavales con la figura de Zarrakatz como icono y la llegada de Olentzero en diciembre son los principales actos festivos del barrio. [cita requerida] Programa de fiestas 2011[cita requerida]
Otra celebración es la Euskal Jaia, un evento celebrado cada mayo en la que se reúnen el alumnado de los dos colegios en euskera del barrio (Elorri y Mendigoiti), en una serie de actividades como juegos, comida, manualidades, bailes, etc. También sirve para que los alumnos de los dos centros se conozcan antes de que se junten en el instituto, y ha dado lugar a una peculiar rivalidad entre los alumnos de los dos centros. La fiesta se celebra en Elorri y Mendigoiti a años alternos. Su distinción principal es que el día de Euskal Jaia los alumnos llevan todos una camiseta en la que aparece un dibujo elegido entre los propuestos por el alumnado del colegio hospedador. Las camisetas son de distintos colores dependiendo del curso del alumno que la lleva.[cita requerida]
En plena pandemia se celebraron las fiestas del lago donde acudieron más de 400 personas, fueron las más grandes de todo el año.[cita requerida]

## Transportes y Comunicaciones

### Transporte urbano
La línea 12 de Transporte Urbano Comarcal de Pamplona comunica al barrio de Mendillorri con el centro de Pamplona y con los barrios de San Juan y Ermitagaña. Por la noche, la línea N6 une Mendillorri con el centro de Pamplona, siendo su final de recorrido la calle de las Cortes de Navarra.
| Transporte Urbano Comarcal           |                                 |                                 |
| Inicio                               | Línea                           | Fin                             |
| Ermitagaña                           | 12                              | Mendillorri                     |
| Sarriguren                           | 18                              | Zizur Mayor                     |
| Barañáin                             | 19                              | Erripagaña                      |
| Bianako Printzea/Príncipe de Viana   | 20                              | Gorráiz                         |
| Kordobila/Cordovilla                 | 23                              | Olloki                          |
| Nafarroako Gorteak/Cortes de Navarra | N6                              | Mendillorri                     |
| Taxi Iruñerria                       |                                 |                                 |
| Zona                                 | A                               | A                               |
| Estaciones                           | Calle Palacio (Centro de Salud) | Calle Palacio (Centro de Salud) |

## Personajes célebres
- Ahuntzape: Grupo de música ska punk, con algunos integrantes de Mendillorri. Empezaron su actividad estando en el instituto en 2013, y se separaron en verano de 2019. Grabaron 3 discos, y tuvieron notoriedad sobre todo en Pamplona y pueblos cercanos.
- Amaia Romero: Cantante y ganadora del concurso OT 2017.[3] También fue la representante de España en Eurovisión 2018 junto con Alfred García, en el que se clasificaron en 23.er lugar con el tema "Tu canción".
- Ana Etayo Garde: Jugadora de fútbol sala, actualmente en el Jimbee Roldán FSF y parte de la selección española desde 2018.
- Chill Mafia: Grupo musical con miembros que proceden del barrio, incluyendo a Ben Yart. Dieron el salto a la fama en 2021 y se caracterizan por una música con influencias de urban, rap, trap, hip hop y R&B cantada en euskera.
- Ibai Azanza: corredor profesional del equipo ciclista Kern Pharma. Campeón de contrarreloj júnior de España 2022.
- Iker Eguaras: Concursante de la 18.ª edición de El conquistador del fin del mundo, reality de supervivencia emitido en ETB2.[4]
- Oihan Sancet: Jugador de fútbol profesional, actualmente en el Athletic Club y de la Selección de fútbol sub-21 de España, así como de la Selección Absoluta de España.
- Serafín Zubiri: Cantante y pianista navarro invidente asentado en Mendillorri, que también ha realizado labores de actor, presentador y deportista. Representó a España en Eurovisión 1992 con el tema "Todo esto es la música", quedando en 14.ª posición, y otra vez en Eurovisión 2000, con el tema "Colgado de un sueño", logrando una 18.ª posición.
- Yasin Lorenzo Iribarren: jugador del U.D. Logroñés, marco el último penalti del partido histórico de dicho club frente al Girona CF